# Overgangsklasse hockey dames 2013/14
Het seizoen 2013/14 van de Overgangsklasse hockey bij de dames ging van start op 8 september 2013 en duurde met uitzondering van de winterstop tot 4 mei 2014. 
Na twee seizoenen in de Overgangsklasse geëxperimenteerd te hebben met een voorcompetitie en promotie- en degradatiepoules, was in dit seizoen de Overgangsklasse weer terug in zijn oude vorm met twee poules van twaalf teams. De promotie/degradatie met de Eerste klasse was daarbij wel veranderd.

## Clubs
De clubs die dit seizoen aantraden in de Overgangsklasse A:
| Club           | Stad              | Accommodatie                | Coach              |
| -------------- | ----------------- | --------------------------- | ------------------ |
| Alecto         | Leiderdorp        | Sportpark De Bloemerd       | Karen Maree        |
| Almere         | Almere            | Sportpark Klein Brandt      | Arjan Jolie        |
| GHHC           | Haren             | Sportpark "De Harener Holt" | Marc Materek       |
| Leonidas       | Rotterdam         | Kralingse Zoom              | Eddie Simmens      |
| Push           | Breda             | Nieuwe Inslag 97            | Karel Alferink     |
| Rood-Wit       | Bloemendaal       | AMHC Rood-Wit               | Tijs Roozendaal    |
| HC Rotterdam   | Rotterdam         | Sportpark Hazelaarweg       | Richard de Snaijer |
| HV De Terriërs | Heiloo            | Sportpark 't Vennewater     | Jisse Waasdorp     |
| HV Victoria    | Rotterdam         | Sportpark Kralingseweg      | Karlijn Petri      |
| Voordaan       | De Bilt/Bilthoven | Sportpark Lindenlaan        | Lotte Smets        |
| WMHC           | Wageningen        | Sportpark De Bongerd        | Arnoud Boersma     |
| Were Di        | Tilburg           | Sportpark Ginneken          | Thomas Groels      |

De clubs die dit seizoen aantraden in de Overgangsklasse B:
| Club            | Stad         | Accommodatie                | Coach              |
| --------------- | ------------ | --------------------------- | ------------------ |
| HC Bloemendaal  | Bloemendaal  | Sportpark 't Kopje          | Jorge Nolte        |
| Craeyenhout     | Den Haag     | Daal en Bergselaan          | Rolf Sanders       |
| HGC             | Wassenaar    | De Roggewoning              | Eveline de Haan    |
| Huizer HC       | Gooise Meren | Sportpark Bestevaer         | Timo van Doremalen |
| HCKZ            | Den Haag     | Sportpark Klein Zwitserland | Simon Organ        |
| MEP             | Boxtel       | Sportpark Molenwijk         | Erik Verzijden     |
| QZ              | Nijmegen     | Sportpark Staddijk-Zuid     | Jasper Coppes      |
| Ring Pass Delft | Delft        | Sportcomplex Westblok       | Arjen Laar         |
| Schaerweijde    | Zeist        | Sportpark Krakelingweg      | Nikkie Welschen    |
| Union           | Heumen       | Sportpark De Kluis          | Lieke Stofmeel     |
| HC Tilburg      | Tilburg      | Sportpark Oude Warande      | Boaz Janssen       |
| HC Zwolle       | Zwolle       | Sportpark Het Hoge Laar     | Roel Stofmeel      |

## Ranglijst
| #  | Club        | GS | W  | G | V  | P  | DV      | DT      | DS   |
| -- | ----------- | -- | -- | - | -- | -- | ------- | ------- | ---- |
| 1  | Wageningen  | 22 | 16 | 3 | 3  | 51 | 69 - 30 | 69 - 30 | +39  |
| 2  | Rotterdam   | 22 | 15 | 6 | 1  | 51 | 75 - 22 | 75 - 22 | +53  |
| 3  | Push        | 22 | 16 | 2 | 4  | 50 | 55 - 32 | 55 - 32 | +23  |
| 4  | De Terriërs | 22 | 15 | 2 | 5  | 47 | 71 - 32 | 71 - 32 | +39  |
| 5  | Groningen   | 22 | 10 | 4 | 8  | 34 | 50 - 45 | 50 - 45 | +5   |
| 6  | Were Di     | 22 | 8  | 4 | 10 | 28 | 39 - 39 | 39 - 39 | 0    |
| 7  | Victoria    | 22 | 8  | 4 | 10 | 28 | 44 - 46 | 44 - 46 | -2   |
| 8  | Voordaan    | 22 | 8  | 1 | 13 | 25 | 33 - 48 | 33 - 48 | -15  |
| 9  | Rood-Wit    | 22 | 7  | 3 | 12 | 24 | 41 - 50 | 41 - 50 | -9   |
| 10 | Leonidas    | 22 | 6  | 6 | 10 | 24 | 42 - 49 | 42 - 49 | -7   |
| 11 | Almere      | 22 | 3  | 3 | 16 | 12 | 29 - 53 | 29 - 53 | -24  |
| 12 | Alecto      | 22 | 0  | 2 | 20 | 2  | 9 - 111 | 9 - 111 | -102 |

| #  | Club              | GS | W  | G | V  | P  | DV      | DT      | DS  |
| -- | ----------------- | -- | -- | - | -- | -- | ------- | ------- | --- |
| 1  | Bloemendaal       | 22 | 16 | 2 | 4  | 50 | 65 - 28 | 65 - 28 | +37 |
| 2  | Tilburg           | 22 | 15 | 4 | 3  | 49 | 57 - 23 | 57 - 23 | +34 |
| 3  | HGC               | 22 | 14 | 7 | 1  | 49 | 58 - 20 | 58 - 20 | +38 |
| 4  | Klein Zwitserland | 22 | 12 | 5 | 5  | 41 | 44 - 27 | 44 - 27 | +17 |
| 5  | Union             | 22 | 10 | 3 | 9  | 33 | 34 - 43 | 34 - 43 | -9  |
| 6  | Schaerweijde      | 22 | 7  | 7 | 8  | 28 | 56 - 49 | 56 - 49 | +7  |
| 7  | QZ                | 22 | 7  | 7 | 8  | 28 | 25 - 24 | 25 - 24 | +1  |
| 8  | Huizen            | 22 | 7  | 5 | 10 | 26 | 41 - 46 | 41 - 46 | -5  |
| 9  | Craeyenhout       | 22 | 6  | 6 | 10 | 24 | 26 - 44 | 26 - 44 | -18 |
| 10 | Ring Pass Delft   | 22 | 6  | 4 | 12 | 22 | 36 - 56 | 36 - 56 | -20 |
| 11 | Zwolle            | 22 | 2  | 4 | 16 | 10 | 23 - 59 | 23 - 59 | -36 |
| 12 | MEP               | 22 | 3  | 0 | 19 | 9  | 33 - 79 | 33 - 79 | -36 |

### Legenda
| Kleur | Kwalificatie voor                                           |
| ----- | ----------------------------------------------------------- |
|       | Kampioen overgangsklasse, promotie naar hoofdklasse         |
|       | Promotie naar hoofdklasse via Play-offs                     |
|       | Play-offs om promotie naar de hoofdklasse                   |
|       | Play-offs tegen degradatie naar de eerste klasse            |
|       | Degradatie naar de eerste klasse na verlies in de Play-offs |
|       | Degradatie naar de eerste klasse                            |

## Play-offs promotie
Na de reguliere competitie werd het seizoen beslist door middel van play-offs om te bepalen wie er promoveert naar de Hoofdklasse 2014/15. De duels gingen volgens het best-of-three-principe. De kampioenen namen het tegen elkaar op, net als de beide nummers 2. De beste kampioen promoveert direct en de verliezer van dit duel speelt samen met de beste nummer 2 in de tweede ronde. De verliezend nummer 2 ligt eruit.
De eerste ronde vond plaats op 11 en 17 mei 2014. Wageningen won en promoveerde direct. Bloemendaal en beste nummer 2 Tilburg mochten aantreden in de tweede ronde. Deze vond plaats op 21, 24 en 25 mei 2014. Zie hiervoor: Hoofdklasse hockey dames 2013/14#Promotie/degradatie play-offs
Play off kampioenschap Overgangsklasse
| Datum              | Wedstrijd                        | Uitslag       | Scoreverloop | Scheidsrechters         |
| ------------------ | -------------------------------- | ------------- | --- | ----------------------- |
| 11 mei 2014, 12:30 | Bloemendaal - Wageningen Verslag | 1 - 2 (1 - 1) | 11. Karlijn van der Linden 0-1, 31. Kimberley van der Meer (sc) 0-2, 50. Merel Bas (sc) 1-2                                                          | M. Wessel N. Wajer      |
| 17 mei 2014, 12:30 | Wageningen - Bloemendaal Verslag | 4 - 2 (3 - 1) | Claudia Veenendaal (sc) 1-0, Fleur de Waard 2-0, Annemieke Schildmeijer (sc) 2-1, Fleur de Waard 3-1, Claudia Veenendaal (sc) 4-1, Melle Spruijt 4-2 | K. Dollé Y. van Slooten |

Play off nummer 2 Overgangsklasse
| Datum              | Wedstrijd                   | Uitslag       | Scoreverloop                                                                     | Scheidsrechters       |
| ------------------ | --------------------------- | ------------- | -------------------------------------------------------------------------------- | --------------------- |
| 11 mei 2014, 12:30 | Tilburg - Rotterdam Verslag | 2 - 0 (0 - 0) | 57. Pleun de Vries (sc) 1-0, 65. Roxy Moerenhout (sc) 2-0                        | B. Verwer M. Straus   |
| 17 mei 2014, 12:30 | Rotterdam - Tilburg Verslag | 1 - 1 (0 - 1) | 26. Maxime Westendorp 0-1, 41. Lisette Korink 1-1, ***Tilburg wint na shoot-outs | L. Feuth J. de Keizer |

Heren: 1981/82 · 1982/83 · 1983/84 · 1984/85 · 1985/86 · 1986/87 · 1987/88 · 1988/89 · 1989/90 · 1990/91 · 1991/92 · 1992/93 · 1993/94 · 1994/95 · 1995/96 · 1996/97 · 1997/98 · 1998/99 · 1999/00 · 2000/01 · 2001/02 · 2002/03 · 2003/04 · 2004/05 · 2005/06 · 2006/07 · 2007/08 · 2008/09 · 2009/10 · 2010/11 · 2011/12 · 2012/13 · 2013/14 · 2014/15 · 2015/16 · 2016/17 · 2017/18 · 2018/19

Dames: 1981/82 · 1982/83 · 1983/84 · 1984/85 · 1985/86 · 1986/87 · 1987/88 · 1988/89 · 1989/90 · 1990/91 · 1991/92 · 1992/93 · 1993/94 · 1994/95 · 1995/96 · 1996/97 · 1997/98 · 1998/99 · 1999/00 · 2000/01 · 2001/02 · 2002/03 · 2003/04 · 2004/05 · 2005/06 · 2006/07 · 2007/08 · 2008/09 · 2009/10 · 2010/11 · 2011/12 · 2012/13 · 2013/14 · 2014/15 · 2015/16 · 2016/17 · 2017/18 · 2018/19